# Margaret (revista)
Margaret (マーガレット) é uma revista shojo bisemanal japonesa publicada pela Shueisha, principalmente para moças dos 11 aos 15 anos da idade, embora algumas histórias sejam lidas por mulheres adultas. Foi publicada pela primeira vez em 1963 como uma revista semanal.
Quando mangás seriados na Margaret são reunidas em colecções tankubon, são editados pela Shueisha sob o nome "Margaret Comics".

## Séries atuais
| Título da série                                                | Autor          | Início            |
| -------------------------------------------------------------- | -------------- | ----------------- |
| Anagura Amélie (アナグラアメリ)                                | Sato Zakuri    | Fevereiro de 2016 |
| Boku ni Hana no Melancholy (僕に花のメランコリー)              | Komori Mikko   | Agosto de 2015    |
| Break☆Cafe (ブレイク・カフェ; ブレイク☆カフェ)                 | Mori Yukie     | 2005              |
| Futsuu no Koiko-chan (ふつうの恋子ちゃん)                      | Nanaji Nagamu  | Dezembro de 2015  |
| Hinadori no Waltz (雛鳥のワルツ)                               | Satonaka Mika  | Dezembro de 2014  |
| Katemen (カテメン)                                             | Takeuchi Ayaka | Setembro de 2012  |
| Mei-chan no Shitsuji DX (メイちゃんの執事DX)                   | Miyagi Riko    | Setembro de 2014  |
| Miraigata Renai Danshi 46 (未来型恋愛男子46)                   | Sakurada Aoi   | Outubro de 2015   |
| Nanoka no Kare (菜の花の彼－ナノカノカレ－)                    | Tekkotsu Saro  | Dezembro de 2013  |
| Piyocolate (ぴよこれいと)                                      | Hinaki Miwa    | Março de 2012     |
| Seikimatsu Boys (世紀末☆BOY'S)                                 | Sakura Chitose |                   |
| Short Cake Cake (ショートケーキケーキ)                         | Morishita Suu  | Novembro de 2015  |
| Sugar Ball Diary (シュガーボールダイアリー)                    | Saito Juria    | Setembro de 2016  |
| Tsubaki-chou Lonely Planet (椿町ロンリープラネット)            | Yamamori Mika  | Maio de 2015      |
| Yagami-kun wa, Kyou mo Ijiwaru. (矢神くんは、今日もイジワル。) | Aikawa Saki    | Agosto de 2016    |

## Séries finalizadas
- Versailles no Bara
- Hirunaka no Ryuusei
- Hana yori Dango
- Tsuki no Shippo
- Orpheus no Mado
- Akuma to Love Song
- Bronze: Zetsuai Since 1989
- Maria-sama ga Miteru
- Oniisama e...
- Sugars
- Swan
- Mixed Vegetables
- Kimi no Iru Basho - Real x Fake
- Hibi Chouchou
- Usotsuki Lily
- Love♥Monster
- Obaka-chan, Koigatariki
- Hirunaka no Ryuusei Bangai-hen
- Tsuki no Toiki Ai no Kizu
- Ojousama wa Oyome-sama.
- Kimi ni Koishite Ii desu ka.
- Hadashi de Bara wo Fume
- Ryou
- Parfait Tic!
- Switch Girl!!
- Ayakashi Koi Emaki
- Toshishita no Otokonoko
- Bokura wa Itsumo
- Usotsuki Lily 0
- He Loves You
- Kimi ja Nakya Dame Nanda.
- Ore no Hanashi wo Shiyouka
- Kedamono Kareshi
- Strange Orange
- BxB Brothers
- Claudine...!
- Mei-chan no Shitsuji
- Hot Milk
- Marin to Yuurei
- I Love You Baby
- Kengai Princess
- Hibi Chouchou x Hirunaka no Ryuusei
- Zetsuai 1989
- Biyaku Cafe
- Love Luck
- Ginban Kaleidoscope
- Kono Uchi de Kimi to
- Gakkou no Ojikan
- Hatsukare
- Koi-Moyou

## Revistas relacionadas
- Bessatsu Margaret
- Deluxe Margaret
- The Margaret